# Platyla elisabethae
Platyla elisabethae is een slakkensoort uit de familie van de Aciculidae. De wetenschappelijke naam van de soort is voor het eerst geldig gepubliceerd in 1973 door L. Pinter & Szigethy.